# Lőrinczi Gyula
Lőrinczi Gyula (Zsibó, 1929. szeptember 3. –) romániai matematikus és geodéta, a román parlament szenátora.

## Életpályája
1951-ben végzett a Bolyai Tudományegyetemen. 1951–1960 között a bukaresti Műszaki Katonai Akadémián dolgozott. 1960–1962 között a Kolozsvári Területrendezési Központ munkatársa, 1962–1966 között ismét a bukaresti Műszaki Katonai Akadémián dolgozott, a geodézia tanszék tanársegédje, majd adjunktusa. 1965-ben doktorált. 1966–1991 között a bukaresti Román Hadsereg Tervező és Kutató Intézetében a Matematikai Modellező Osztály főnöke, I. fokozatú tudományos főmunkatársa, majd 2005-ig a Román Akadémia Geodinamikai Intézetében tudományos főmunkatárs volt. Tudományos dolgozatai hazai és külföldi folyóiratokban jelentek meg. Egyetemi jegyzeteket is publikált. Szakterülete az alkalmazott matematika, klasszikus és kozmikus geodézia, földkéregmozgási vizsgálatok.
1996 ás 2000 között az RMDSZ Giurgiu megyei szenátora volt. A Bukaresti Petőfi Művelődési Társaság alapító tagja és 1991 és 2006 között elnöke.